# Pouvoir d'arrêt (munition)
Pour les articles homonymes, voir Pouvoir d'arrêt.
Le pouvoir d'arrêt est la capacité d'une munition à mettre un ennemi hors de combat dès le premier impact provenant du tir d'une arme à feu.
La notion est souvent confondue avec l'idée controversée selon laquelle l'impact s'accompagne d'une onde de choc qui « assomme » la cible en comprimant très vite et temporairement les tissus donc, entre autres, en augmentant la pression artérielle. 
Le pouvoir d'arrêt est une notion statistique exprimant une probabilité de neutralisation immédiate alors que le pouvoir vulnérant correspondrait, peu ou prou, au produit de l'énergie de la balle et de sa surface frontale. Un pouvoir d'arrêt supérieur est l'un des critères qui justifie pour certains l'emploi d'une munition de fort calibre, telle que le .45 ACP, alors même qu'elle présente un mauvais rapport entre l'énergie dissipée lors de l'impact et le recul produit mais également un encombrement et une masse plus importants que ceux de calibres plus petits. Il est tiré de statistiques d'incidents de tirs et comptabilise le nombre d'événements où un seul tir d'une certaine munition a suffi à provoquer une neutralisation, comparé à l'ensemble des incidents avec la même munition. Le principal défaut de cette comptabilisation est qu'elle ne tient que grossièrement compte de la localisation.
L'effet d'une munition sur l'organisme est encore mal compris, notamment en raison de l'impossibilité morale évidente de mener des expérimentations in vivo. On utilise souvent du gel balistique ou du savon balistique ayant des propriétés proches (densité, élasticité, limite de rupture) des tissus humains. Ces simulants permettent de mesurer exactement la déposition d'énergie dans la cible le long du trajet de perforation ou pénétration. Ces résultats ne peuvent pas être transposés directement au corps humain, en raison de l'hétérogénéité des tissus et organes. Cependant, les résultats obtenus avec ces simulants ont été validés, notamment par des chirurgiens du CICR ou des médecins légistes d'une part et des essais sur d'autres organismes vivants d'autre part.
Le pouvoir d'arrêt est une notion controversée, puisqu'elle est une combinaison du pouvoir vulnérant évoqué précédemment et de la localisation du tir. Cette dernière a la plus forte influence. Un projectile de 6 mm Flobert dans la nuque peut être mortel (faible pouvoir vulnérant, localisation sensible), tandis qu'un tir de .50 BMG peut toucher superficiellement un membre et n'y laisser qu'une blessure légère (haut pouvoir vulnérant, localisation non vitale).
Le pouvoir vulnérant reste le seul effet mesurable en balistique lésionnelle d'un système arme-munition.

## Cavitation définitive et temporaire
Lorsque la balle pénètre dans le corps, elle crée un trou par écrasement. Sur son passage, elle détruit une partie des tissus correspondant à son diamètre et écarte une autre partie en fonction de la puissance de son onde de choc. Les tissus étant élastiques, ceux qui ont été écartés reprennent leur place. On a donc un trou provisoire lorsque les tissus s'écartent (ou « cavitation temporaire ») puis un trou de diamètre plus faible (la « cavitation définitive ») qui correspond à la quantité de tissus effectivement détruits lorsque la balle est passée.
L'effet de la cavitation définitive est relativement évident (cf. Pouvoir vulnérant : destruction d'organe, hémorragie), mais l'effet de la cavitation temporaire est mal déterminé. Lors de la fusillade de Miami en 1986, un agent du FBI fut blessé par une balle ayant traversé son cou (calibre .223, une munition à haute vélocité) ; il présenta une paralysie de plusieurs heures alors même que la moelle épinière n'était pas sur le trajet de la balle. On suppose que ceci était dû à la pression exercée sur la moelle épinière par la cavitation temporaire.

## Dégâts neurologiques
La seule manière pour arrêter une personne net semble être d'endommager significativement le système nerveux central (cerveau et moelle épinière). Une hémorragie massive peut priver le cerveau et les muscles d'oxygène, mais on estime que le cerveau dispose encore d'une dizaine de secondes de réserve d'oxygène pour fonctionner, tout dépend donc de la notion d'instantanéité.

## Effet psychologique
La peur, le choc émotionnel et la douleur peuvent priver une personne de ses moyens, voire la faire s'évanouir. Outre la blessure en elle-même, le bruit et l'éclair de la détonation jouent un rôle. La cavitation temporaire peut donner l'impression à la personne que la blessure est beaucoup plus importante.
La douleur et la peur peuvent provoquer des effets contradictoires, le comportement de la victime peut être inhibé même si la blessure est relativement légère, ce qui conduit à une neutralisation de la menace qu'elle peut éventuellement représenter. À l'inverse, la douleur et la peur peuvent donner lieu à une réaction de colère et d'agressivité redoublée, même si la victime est mortellement blessée. 
Ces facteurs dépendent du niveau de la douleur mais aussi beaucoup de l'état d'esprit de la cible et des produits qu'elle a pu absorber (notamment drogues).

## Profondeur de pénétration
Selon le FBI et l'International Wound Ballistics Association (IWBA), le facteur le plus important est la localisation de l'impact. Partant de là, le second paramètre est la profondeur de pénétration, afin de pouvoir toucher un organe profond. On estime que la profondeur de pénétration optimale est entre 30 et 45 cm.
Si la munition traverse la personne visée (« surpénétration »), elle n'aura pas cédé toute son énergie à la cible et donc n'aura délivré qu'une partie de son potentiel de dégâts. Par ailleurs, elle risque de blesser quelqu'un d'autre. La capacité de la munition à dissiper son énergie dans les tissus est liée essentiellement à la forme et à la masse de la munition : à énergie constante, plus une munition est pointue et lourde, plus elle pénètre profondément. 
À l'inverse une munition à tête molle verra son diamètre s'accroître à l'impact, elle perdra plus d'énergie dans la cible et provoquera une cavité définitive plus importante. Les munitions de fusil de chasse à projectiles multiples de type chevrotine sont employées car elles présentent une capacité de perforation suffisante pour pénétrer suffisamment la cible et la multiplicité des cavités définitives accroît considérablement les destructions physiologiques. 
Ce type de munitions présente également des intérêts en matière de sécurité, leur relativement faible capacité de pénétration permettent de limiter les dommage « collatéraux ». Elle permet de réduire le risque de traverser une personne ou un obstacle ou de faire un ricochet (en) et de toucher quelqu'un derrière.